# Vivi ma non uccidere
Vivi ma non uccidere (Mord und Totschlag) è un film tedesco del 1967 diretto da Volker Schlöndorff.